# Grecu, Bârzula
Grecu (în ucraineană Грекове Перше, transliterat: Hrekove Perșe) este un sat în comuna Cuialnic din raionul Bârzula, regiunea Odesa, Ucraina.

## Demografie
Componența lingvistică a localității Grecu
     Ucraineană (80,31%)
     Română (13,39%)
     Rusă (6,3%)
Conform recensământului din 2001, majoritatea populației localității Grecu era vorbitoare de ucraineană (80,31%), existând în minoritate și vorbitori de română (13,39%) și rusă (6,3%).

## Vezi și
- Românii de la est de Nistru